# أرتيسيا (كاليفورنيا)
أرتيسيا (بالإنجليزية: Artesia)‏ هي إحدى مدن مقاطعة لوس أنجليس، كاليفورنيا. تم إعطاءها لقب مدينة في 29 مايو، 1959.

## أعلام
- إدي سوتو
- دان ميرفي
- ايلين ديفيدسون
- ريتش سيفرسون
- خافيير توريس